# Jodbad Sulzbrunn

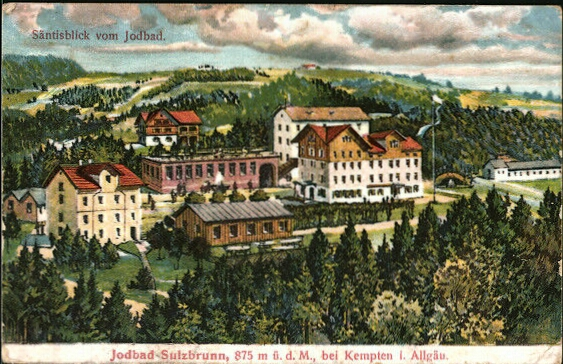
Jodbad Sulzbrunn im 19. Jahrhundert

Das ehemalige Jodbad Sulzbrunn liegt 20 km südöstlich von Kempten (Allgäu) in 875 m Höhe in der Marktgemeinde Sulzberg im Landkreis Oberallgäu.

## Jodhaltige Chlorid-Mineralquellen

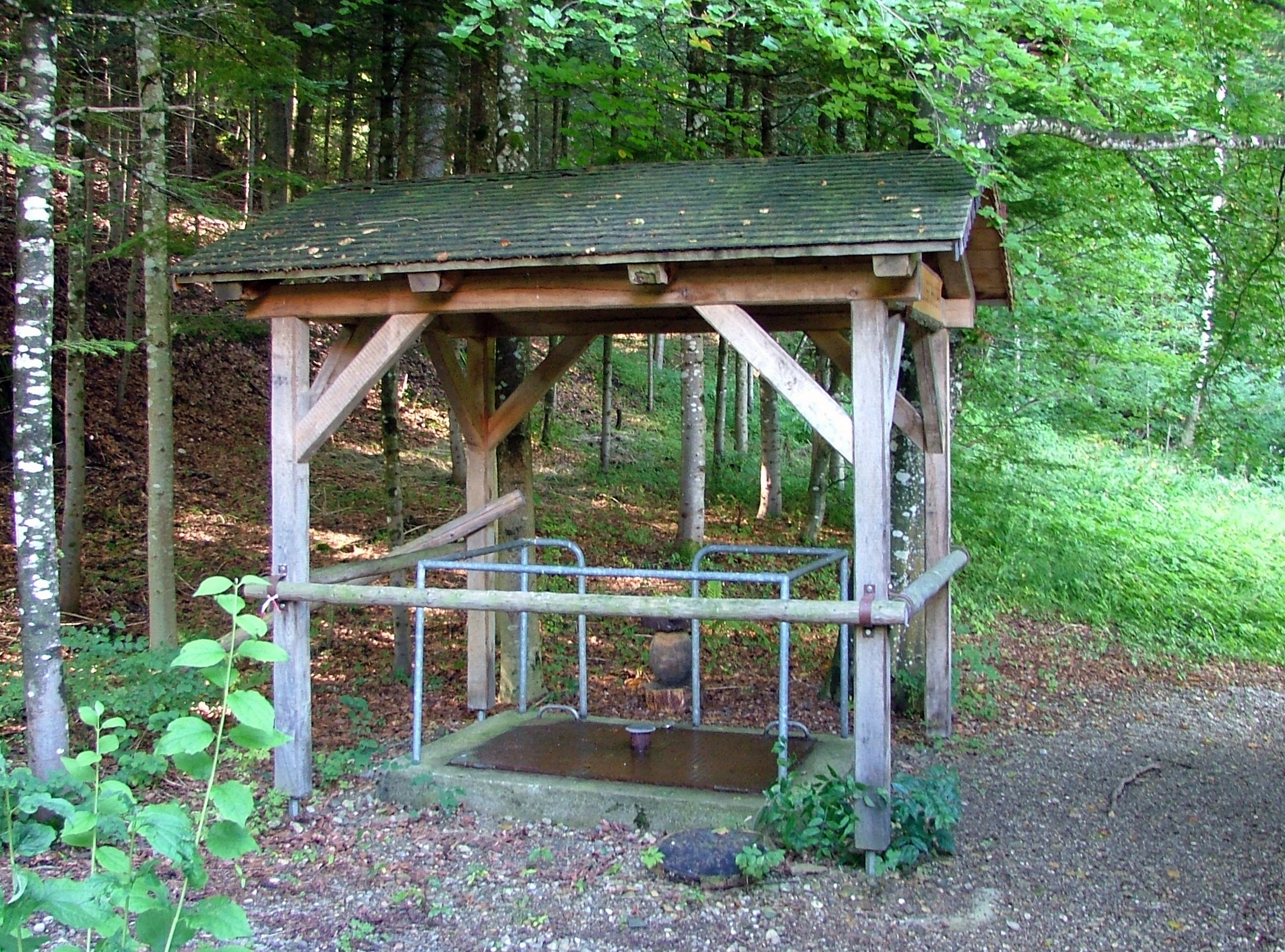
Einstiegsschacht der Römerquelle im Jodbad Sulzbrunn

Die seit prähistorischer Zeit bekannten Kemptener Waldquellen gehören mit den Bad Heilbrunner Mineralquellen zu den stärksten Iodquellen Deutschlands. Die iodidreichen Mineralquellen südlich von Sulzberg wurden Mitte des 19. Jahrhunderts neu gefasst und systematisch chemisch analysiert. Anfang des 20. Jahrhunderts wurden in Sulzbrunn vier Jodmagnesium-Quellen und zwei 1906 entdeckte schwefelhaltige Mineralquellen balneologisch genutzt. Das Quellwasser besitzt nur geringe Spuren von Brom. Die Gesamtmineralisation der 7,5 °C warmen Römerquelle beträgt knapp 3 g/l. Den Iodid-Gehalt des Mineralgehaltes bestimmte bereits 1858 Justus von Liebig mit 13 mg/l. Einige Chemiker stellten im 19. Jahrhundert fest, dass die Mineralkonzentration an Iodid erheblich von Regenwasser beeinflusst wird. Nach langen Trockenperioden kann die Iodid-Konzentration bis auf 25 mg/l ansteigen. Als durchschnittliche tägliche Schüttungsmenge der neugefassten Römerquelle wurde 1858 die Maßeinheit von 84 bis 88 Eimer angegeben.
Heute wird von der Herkunft der iodidreichen Mineralwässern aus den Sedimenten der Unteren Meeresmolasse ausgegangen. Die hier vorkommenden Sedimente mit hohen organischen Anteilen gelten als Quelle für den entsprechenden Mineralgehalt. Die Jodquellen in Bayern sind häufig an die Überschiebungsbahnen der alpidischen Decken auf die Vorlandmolasse gebunden. Südlich von Kempten befindet sich die tektonisch stark beanspruchte Übergangszone der Faltenmolasse auf die Vorlandmolasse, die aufgrund der Zerrüttung des Gesteinsverbandes Möglichkeiten für einen Mineralwasseraufstieg bietet.
Die Römerquelle wurde 1923 durch einen 30 Meter langen Stollen neu erschlossen, an dessen Ende ein Quellschacht, dem Einfallen des Molasse-Sandsteins folgend, drei Meter in die Tiefe führt und eine wasserführende Kluft anschneidet. Der Zugang zu dem Stollen erfolgt durch einen Einstiegsschacht, der Stollen selber besitzt die Funktion des Überlaufs für den Quellschacht.
Im Jahr 2014 wurden in dem Stollen von Geologen des Bayerischen Landesamtes für Umwelt bis zu 20 cm lange, glibberige Biofilm-Stalaktiten, sogenannte Snottiten entdeckt. Die weichen, cm-dicken Gebilde werden von Bakterien gebildet, die ohne Licht leben können und sich offensichtlich von Methan und Iod ernähren. Nach Angaben des Helmholtz-Zentrums München sind Snottites von Sulzbrunn das weltweit erste Vorkommen von großen Biofilmen aus methanoxidierenden Bakterien.

### Geotop
Die Mineralquelle ist vom Bayerischen Landesamt für Umwelt als wertvolles Geotop (Geotop-Nummer: 780Q002) ausgewiesen.

## Geschichte des Wild- und Jodbades
Archäologische Funde in den Quellen und ihrer Umgebung belegten zunächst eine Nutzung der salzhaltigen Quellaustritte seit mindestens römischer Zeit. Bei Neufassungsarbeiten 1923 wurden hingegen noch ältere, vermutlich prähistorische Gefäßreste gefunden. Die erste schriftliche Erwähnung der Quellen soll in einer Urkunde aus dem Jahr 1059 über den bischöflichen Augsburgischen Wildbannbezirk erfolgt sein. Der Berghang mit den Quellen wurde darin als „Sulzeberch“ beschrieben. Davon haben auch die Burgruine Sulzberg und die Gemeinde Sulzberg (Landkreis Oberallgäu) ihren Namen. In der Literatur wird berichtet, dass sich an den Quellaustritten regelmäßig Wild- und Weidetiere an den sogenannten Sulzen zum Tränken einfanden. Bis ins 19. Jahrhundert floss das salzhaltige Mineralwasser ungenutzt als Kemptener Waldwasser ab.
Im Jahr 1837 wurde der Gastwirt Pankratius Kapitel aus dem benachbarten Oberzollhaus nach dem dreimonatigen Trinken des Kemptener Waldwassers von einem ausgeprägten Kropf vollkommen geheilt. Die Kunde von der Heilung erregte medizinisches Aufsehen, denn das Kropfleiden war besonders im Allgäu weit verbreitet. Der Kemptener Bezirksarzt Karrer ließ daraufhin 1838 chemische Analysen anfertigen und erkannte die Bedeutung der Entdeckung und ließ die Quelle im gleichen Jahr neu fassen. Die Heilung des Struma-Leidens führte Karrer auf iodhaltiges Wasser zurück, was in den chemischen Analysen bestätigt wurde. Es entstand eine starke Nachfrage nach dem Wasser aus Sulzberg. Die gefasste Quelle, die zwei Einzelquellen vereinigte, erhielt 1855 den Namen Römerquelle. Ab 1840 wurde das Jodwasser in Flaschen abgefüllt und verkauft. Dabei wurde festgestellt, dass das abgefüllte Mineralwasser in den Sommermonaten recht schnell verfaulte. Im Jahr 1852 baute man die erste Badeanstalt Wildbad Sulzbrunn, welche zwei Jahre später zur Kuranstalt erweitert wurde. Der Kurbetrieb, der von Juni bis Oktober stattfindet, wurde durch eine Brunnen- und Badeordnung geregelt. 1857 betrug die Kurtaxe 3½ Gulden; arme Patienten wurde kostenlos behandelt. Für ein Bad wurden 48 Kreuzer, für ein Sitz- oder Staubregenbad 12 Kreuzer in Rechnung gestellt. Seit Anfang der 1860er Jahre wurde Sulzbrunn als Jodbad bezeichnet. Im Jahr 1861 hatte das Bad allerdings lediglich neun Kurgäste.
Die Quellaustritte am Hang wurden 1855 durch den Frankfurter Ingenieur Ettling neu gefasst. Dabei wurden auch drei weitere Quellvorbrüche entdeckt, von denen zwei benachbarte den Namen Hildegardsquelle(n) bekamen. Der Quellort des Hildegardsquellen liegt unterhalb der Römerquelle, in den Mergelschiefern. Ein dritter Quellort, der geringer bedeutend war, war durch ein gering iodhaltiges, aber Schwefelwasserstoff-führendes Mineralwasser charakterisiert. Im Jahr 1856 wurden die Quellen von Ludwig Andreas Buchner, zwei Jahre später von Justus von Liebig analysiert. Im Quellhaus gab es seit dieser Zeit ein mit Ottomanen ausgestattetes Inhalationscabinet, in dem die Kurgäste iodhaltige Quellgase inhalieren konnten. Eine besondere Therapieform war in Sulzbrunn die Trinkkur mit jodhaltiger Molke, Milch sowie mit Kumiß. Dazu wurde den Kühen und Ziegen jodhaltiges Mineralwasser in die Tränken gegeben und die Milch anschließend therapeutisch eingesetzt. Neben dem als Mineralwasser abgefüllten Jodwasser, der Jodmolke und der Jodmilch wurde in Sulzbrunn seit 1856 aus dem Wasser der Römerquelle auch Kemptener Quellsalz (sal jodinicum campodunense), Kemptener Salzlauge (lixivium jodinicum campodunense), Jodsalzseife und Jodtabletten hergestellt und in Apotheken bis zum Anfang des 20. Jahrhunderts vertrieben.

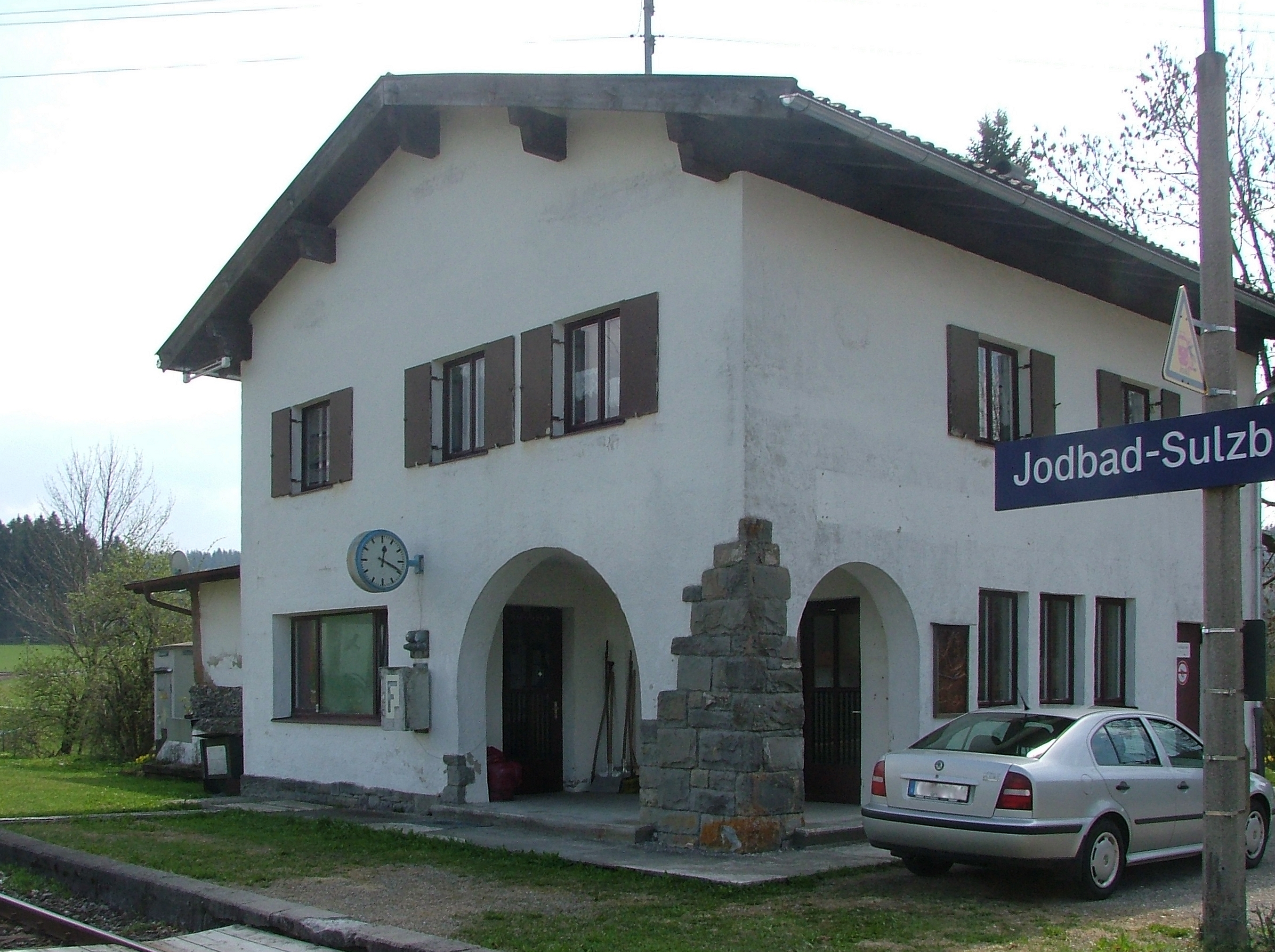
Bahnhof Jodbad Sulzbrunn

Aufgrund der größer werdenden Beliebtheit wurde 1872 ein Patientenhaus und ein Kurpark errichtet. Im Jahr 1898 besuchten 290 Kurgäste Sulzbrunn.
1895 wird an der damals gebauten Außerfernbahn ein eigener Bahnhof mit dem Namen Jodbad-Sulzbrunn eröffnet. In den Jahren danach reisen eine große Zahl an Kurgästen über diesen Bahnhof. Um die steigende Nachfrage nach Kuren zu decken, wurde im Jahr 1906 ein neues Badehaus eingeweiht.
Im Jodbad Sulzbrunn fanden Patienten und Kurgäste vor allem Heilung bei Gefäßerkrankungen, Skrofulose, Bluthochdruck, Entzündungen, Haut-, Schilddrüsen- und Stoffwechselerkrankungen. Im Jahr 1925 wurde das Jodbad von der Jodquellen A.G. Bad Tölz erworben und modernisiert. Nach dem Zweiten Weltkrieg kam der Kurbetrieb zum Erliegen und wurde in der Folgezeit auch nicht mehr aufgenommen.

## Aktueller Betrieb
Im Jahre 1960 übernahm das Diakonissen-Mutterhaus Hensoltshöhe das Anwesen und baute es zu einer Heilstätte für Suchterkrankte aus. Nach wie vor schüttet die Quelle 3000 Liter am Tag. Das war jedoch zu wenig, um das Wasser als Mineralwasser vertreiben zu können. So versickert das Mineralwasser heute ungenutzt in den nahegelegenen Bach. Im Jahr 2007 wurde die Römerquelle als eine Station in den historischen Erlebniswanderweg, den Heinrichweg aufgenommen.
Ende 2008 wurde der Bahnhof Jodbad Sulzbrunn stillgelegt. In den letzten Jahren wurde das ehemalige Jodbad als einzige Fachklinik in Bayern für Glücksspielsüchtige genutzt. Aus Rentabilitätsgründen wurde die Einrichtung 2014 geschlossen.
Seit 2015 wird das Gelände von der ökologischen Mehrgenerationen-Gemeinschaft Sulzbrunn genutzt, die sich als ökologisch lebende Gemeinschaft (Ökodorf) versteht. Auf dem Gelände der Gemeinschaft, in der rund 50 Personen leben und an das ein Seminarhaus angegliedert ist, befindet sich der Zugang zur Jodquelle.

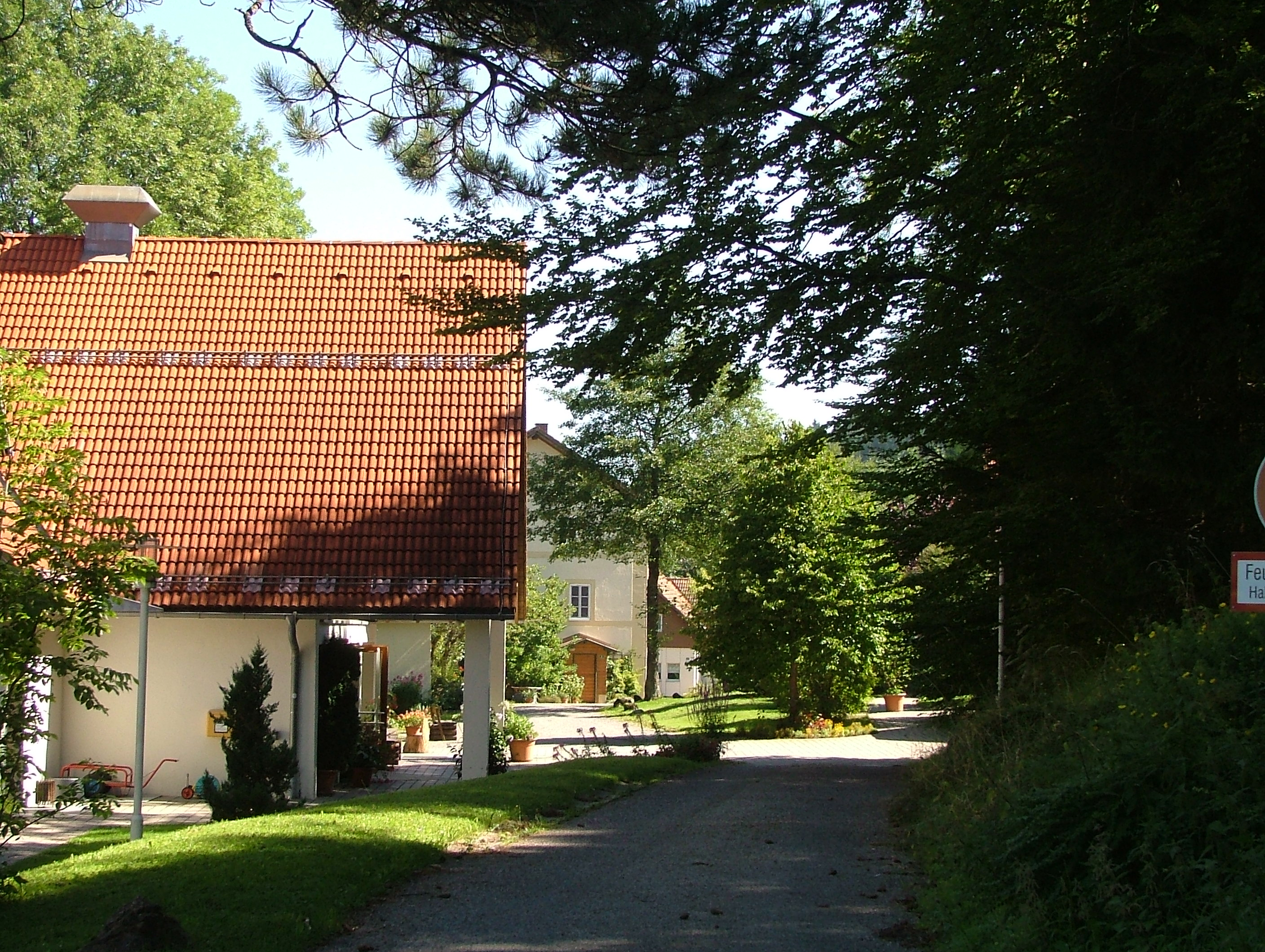
Anmeldung
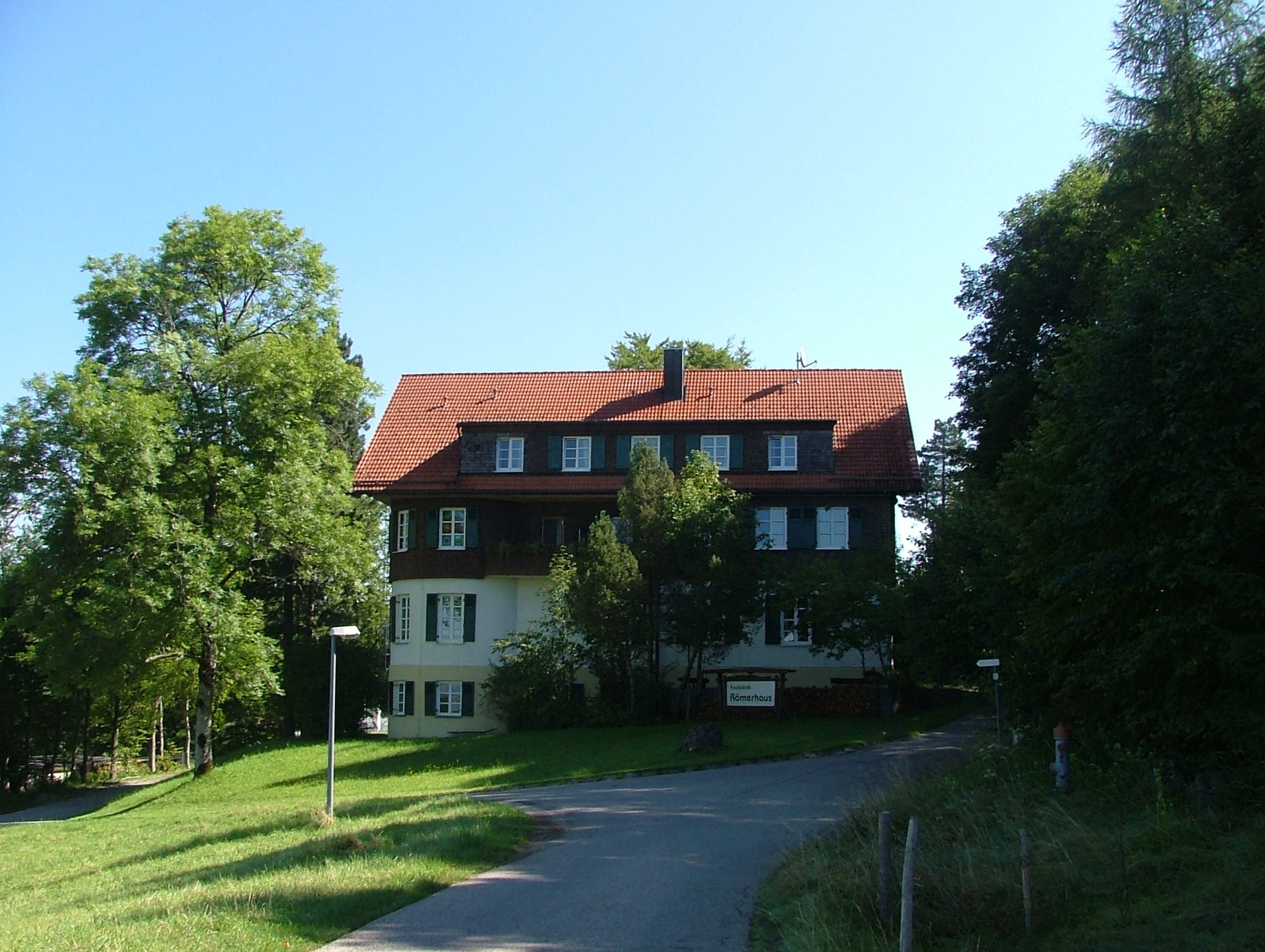
Römerhaus
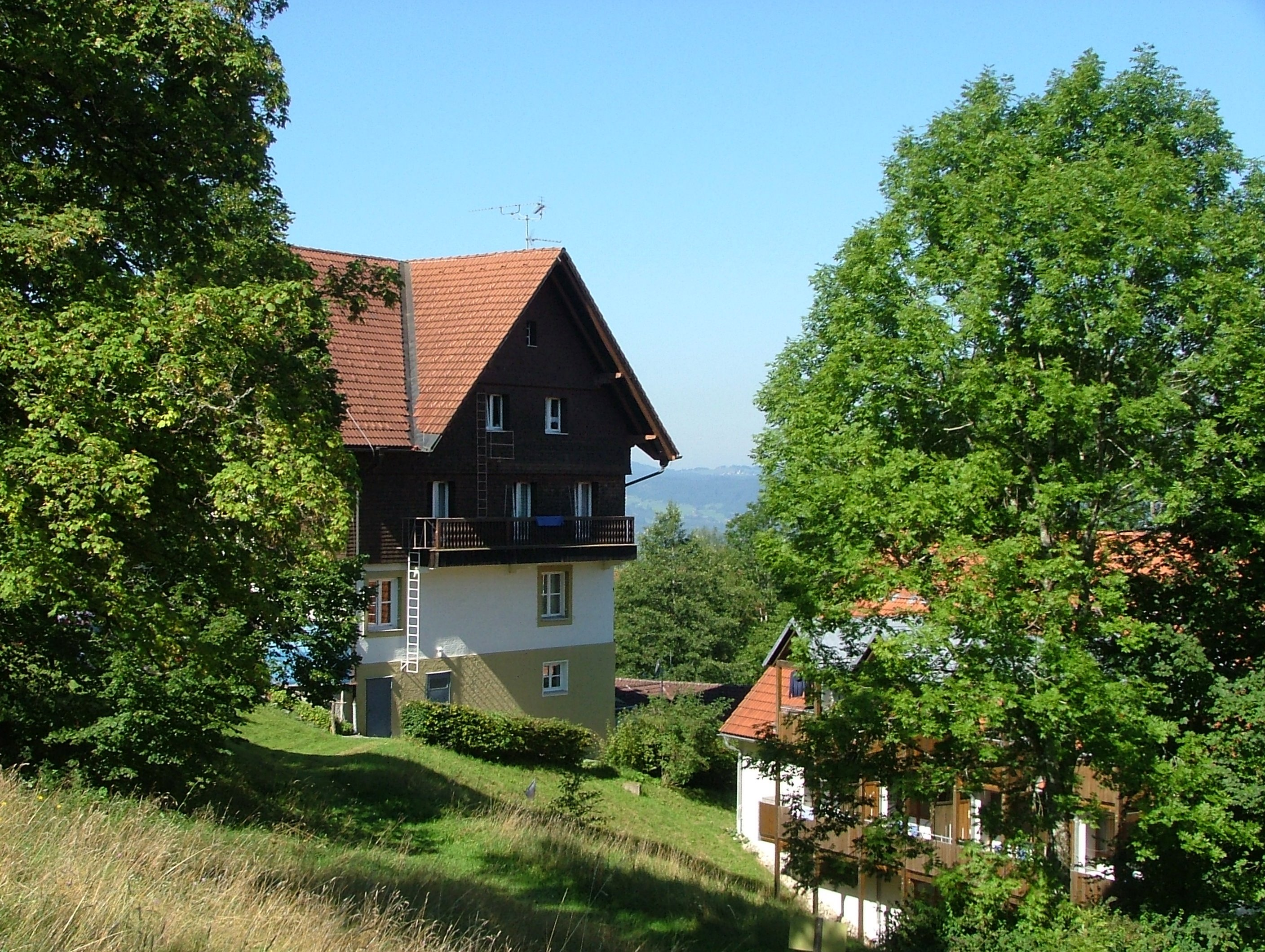
Haus Lug in’s Land
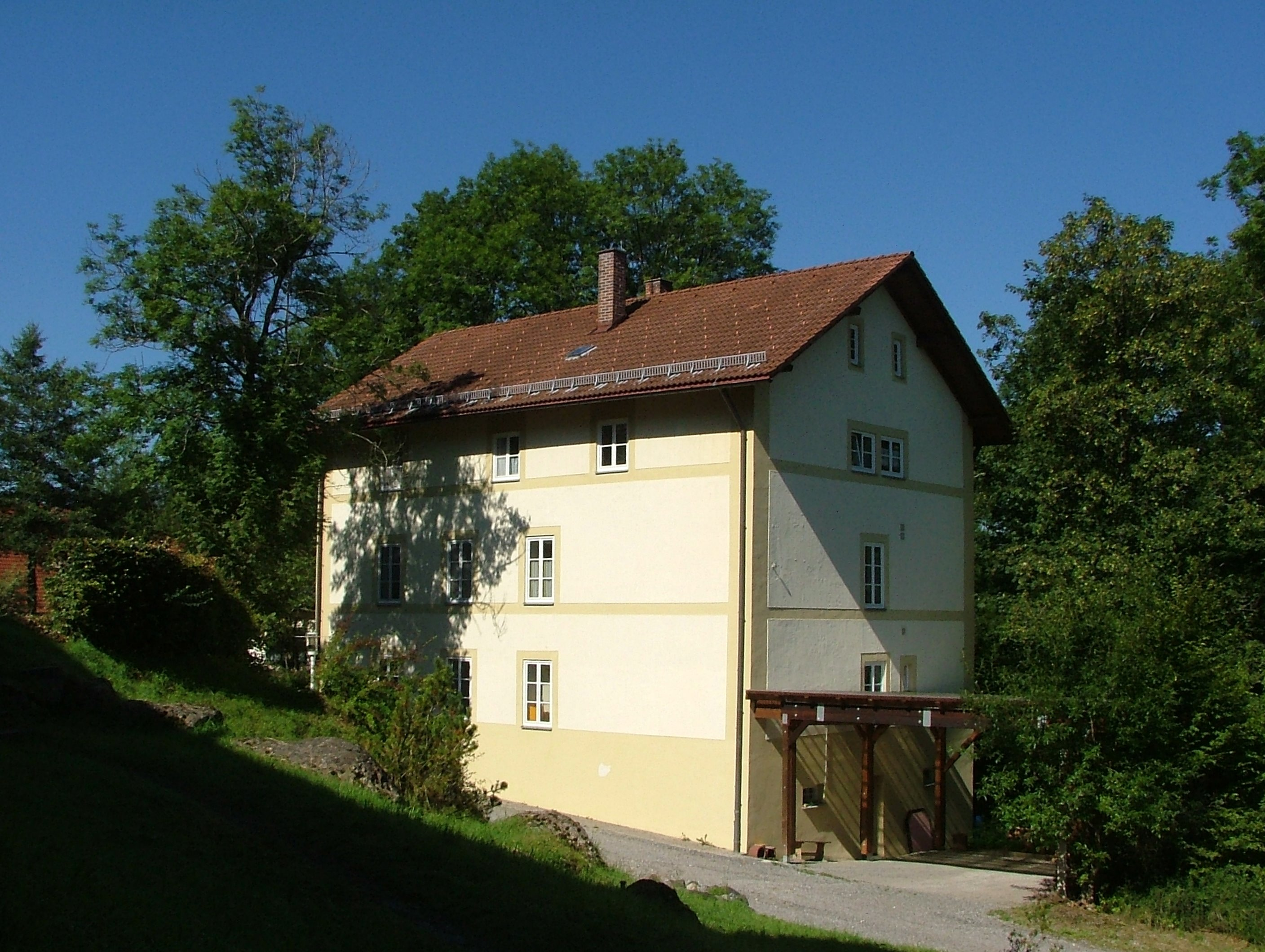
Haus Nebenan